# Бабинська волость
Бабинська волость — адміністративно-територіальна одиниця Липовецького повіту Київської губернії з центром у селі Бабин.
Станом на 1886 рік складалася з 6 поселень, 6 сільських громад. Населення — 4745 осіб (2403 чоловічої статі та 2342 — жіночої), 498 дворових господарства.
|                     | Площа, десятин | У тому числі орної, десятин |
| ------------------- | -------------- | --------------------------- |
| Сільських громад    | 3383           | 3010                        |
| Приватної власності | 4719           | 3390                        |
| Іншої власності     | 201            | 153                         |
| Загалом             | 8303           | 6553                        |

Поселення волості:
- Бабин — колишнє власницьке село при річці Ягловиця за 10 верст від повітового міста, 684 особи, 94 двори, православна церква, школа та бурякоцукровий завод.
- Свинарна — колишнє власницьке село при річці Саморічка, 240 осіб, 41 двір, каплиця, школа, постоялий будинок, водяний млин.
- Стрижаків — колишнє власницьке село при річці Саморічка, 540 осіб, 94 двори, православна церква, школа, постоялий будинок.
- Тягун — колишнє власницьке село при річці Раскавиця, 1128 осіб, 143 двори, православна церква, школа, постоялий будинок, водяний млин.
- Яблуновиця — колишнє власницьке містечко при струмкові Скиба, 554 особи, 109 дворів, православна церква,  школа, постоялий будинок.

Наприкінці ХІХ ст. волость було ліквідовано, територію майже у повному складі приєднано до Іллінецької волості, окрім села Яблуновиця, що війдйшло до Жаданівської волості.